# Illa Coronation (Alaska)
L'illa Coronation és una illa deshabitada de l'arxipèlag Alexander, al sud-est d'Alaska. Es troba a la costa nord-oest de l'illa del Príncep de Gal·les, al sud de l'illa Kuiu i a l'oest de l'illa Warren. El seu punt mes elevat es troba a 396 msnm.
L'illa va ser vista i batejada per George Vancouver el 22 de setembre de 1793, dia que es commemorava el 33è aniversari de la coronació del rei Jordi III. L'illa té una àrea protegida, la Coronation Island Wilderness, que abasta 19.232 acres i inclou algunes illes adjacents. Hi ha diverses coves marines a l'illa, algunes de les quals contenen fòssils.
El 1908 el vaixell Star of Bengal va naufragar a les seves costes, provocant la mort de 111 persones.